# Annunciazione (Filippo Lippi Washington)
L'Annunciazione è una tempera su tavola (100x161 cm) di Filippo Lippi, databile al 1435-1440 circa e conservata nella National Gallery of Art di Washington.

## Descrizione e stile
La scena, ambientata in un interno, è divisa al centro da un pilastro. A sinistra si trova l'Angelo annunciante e a destra la Vergine annunciata, catturati nel momento in cui la Vergine, accettata la sua missione, china la testa e porta le mani sul petto in segno di umiltà e serena accettazione.
La composizione è costruita con prospettiva centrale e le figure sono messe in risalto da un chiaroscuro avvolgente, che non sbalza le figure, anzi asseconda il disegno con più morbidezza.
Particolarmente interessante è lo studio della luce, che restituisce il duplice effetto dell'illuminazione forte della stanza dove si trova l'angelo e del buio dello studio della Madonna, nel quale la luce filtra esattamente da una porta invisibile, posta esattamente al centro, ma perfettamente percepibile nella forma e nell'ampiezza tramite l'ombra proiettata sul pavimento, nonostante l'incertezza dell'ombra dietro la figura della Vergine. Questa ricerca luministica, tratta dalla pittura fiamminga, assieme a un'accentuazione dei valori lineari del disegno e del contorno elegante (percepibile appieno nella purezza dei profili o nei ritmi elaborati delle linee del panneggio), fanno datare l'opera alla fase in cui l'arte del Lippi si andava staccando dall'influenza masaccesca, assimilando altri spunti disponibili da altre scuole pittoriche. Va quindi datata vicino alla Madonna di Tarquinia, che è sicuramente del 1437.